# Joseph Farquharson
Joseph Farquharson (Edinburgh, 4 mei 1846 - Finzean, 15 april 1935) was een Schots kunstschilder die voornamelijk landschappen met dieren schilderde. Hij is het meest beroemd om zijn besneeuwde winterlandschappen, vaak met schapen en met een zonsopgang of -ondergang. Het veelvuldig gebruik van schapen in zijn werk heeft geleid tot de bijnaam 'Frozen Mutton Farquharson' (Engels voor 'Bevroren Schaap Farquharson').

## Biografie
Farquharson werd eerst geschoold door Peter Graham, een Schotse landschapsschilder. Later ging hij naar de Royal Scottish Academy. In 1874 bezocht hij Nederland en ontmoette hij Jozef Israels, waardoor hij ook geïnspireerd werd om huiselijke taferelen te schilderen. Een belangrijke invloed op zijn stijl hadden de drie winterperiodes vanaf 1880 die hij doorbracht in Parijs om te studeren als leerling onder Charles-Émile Auguste Durand. In 1915 werd hij gekozen als lid van de Royal Academy. In Schotland was hij naast schilder vanaf 1918 ook de Laird van het landgoed Finzean in Aberdeenshire. Daar schilderde hij zijn meeste landschappen en met de verkoop van zijn schilderijen kon hij het landgoed onderhouden.

## Galerij

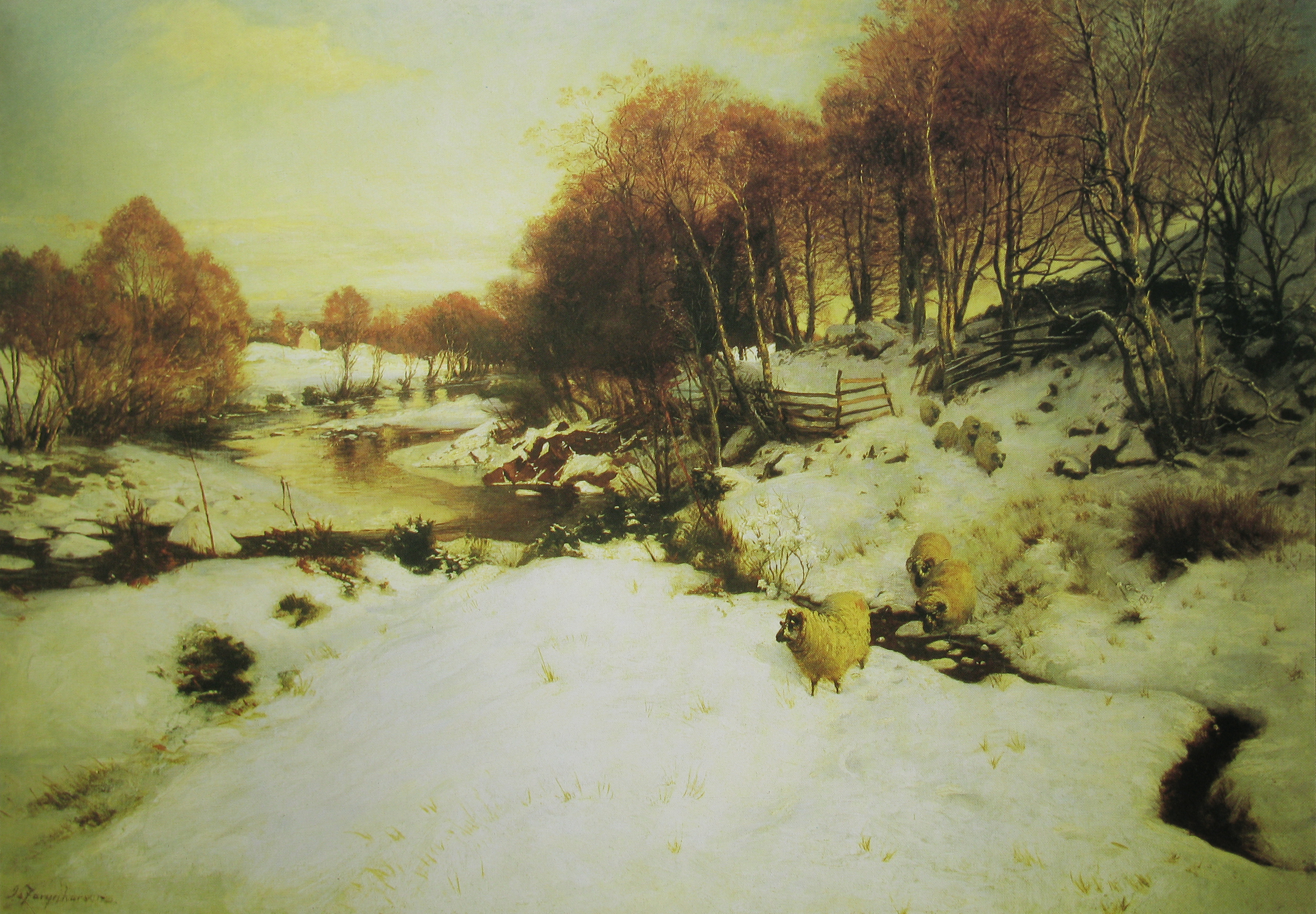
Avond in Finzean
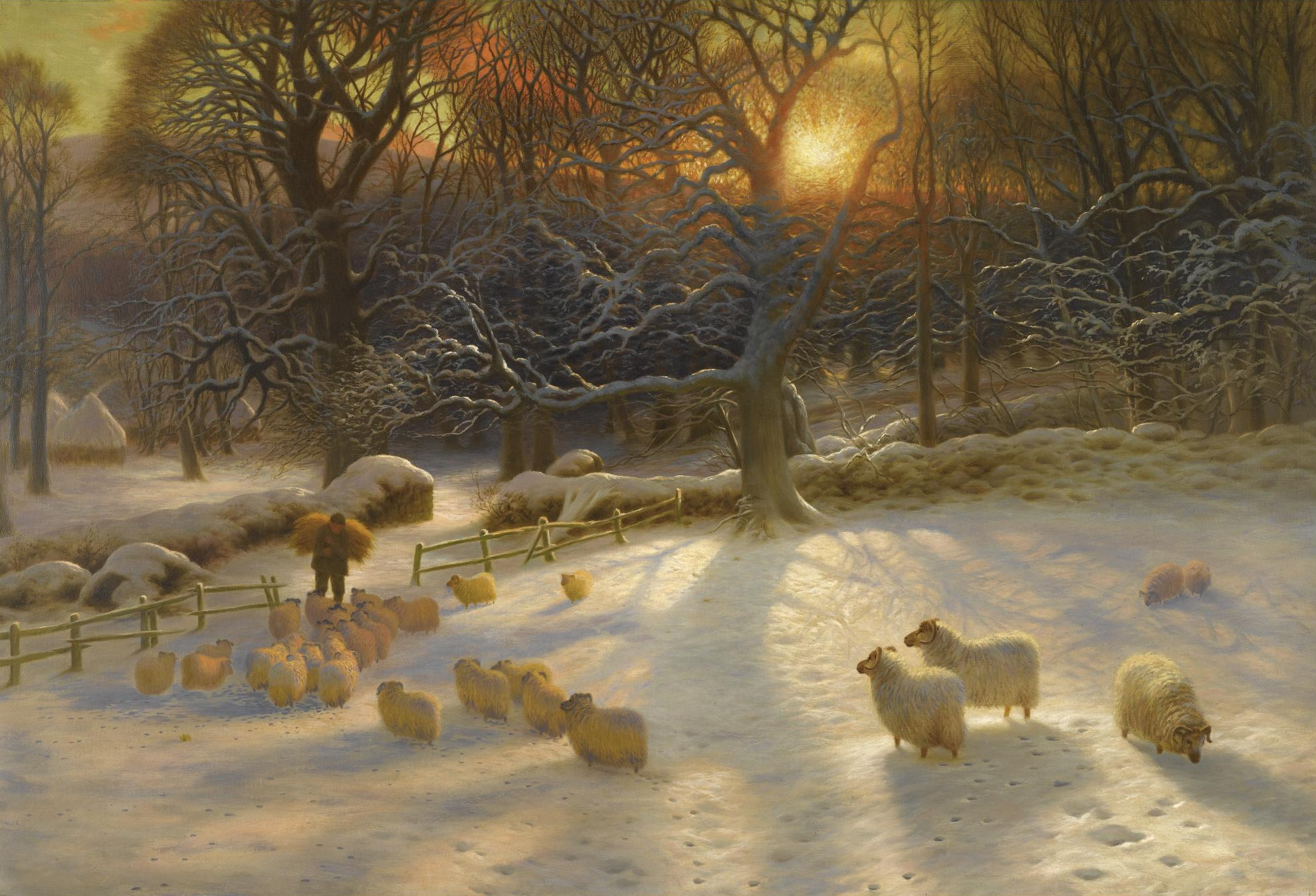
The shortening winter's day is near a close (circa 1903)
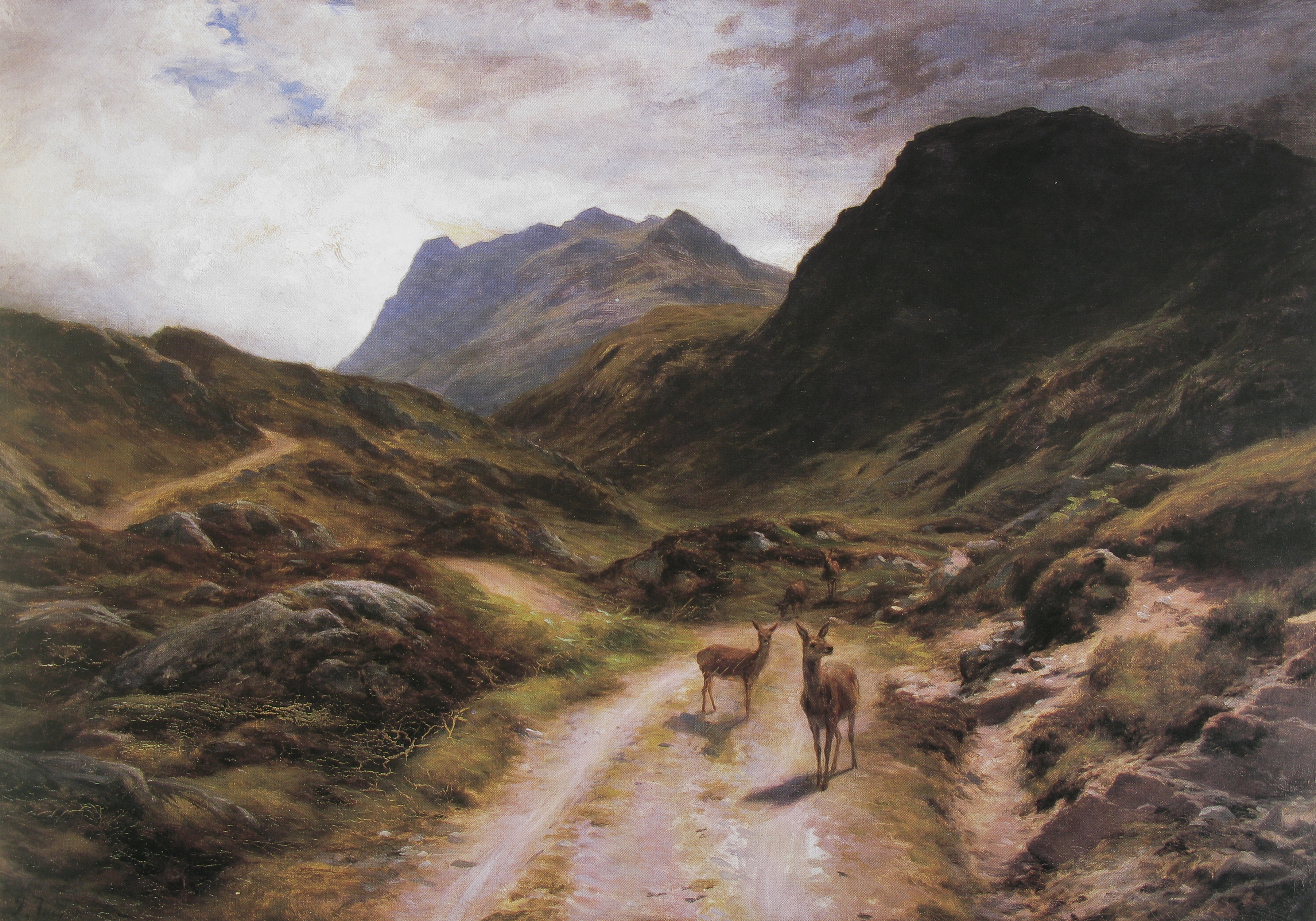
The Road to Loch Maree
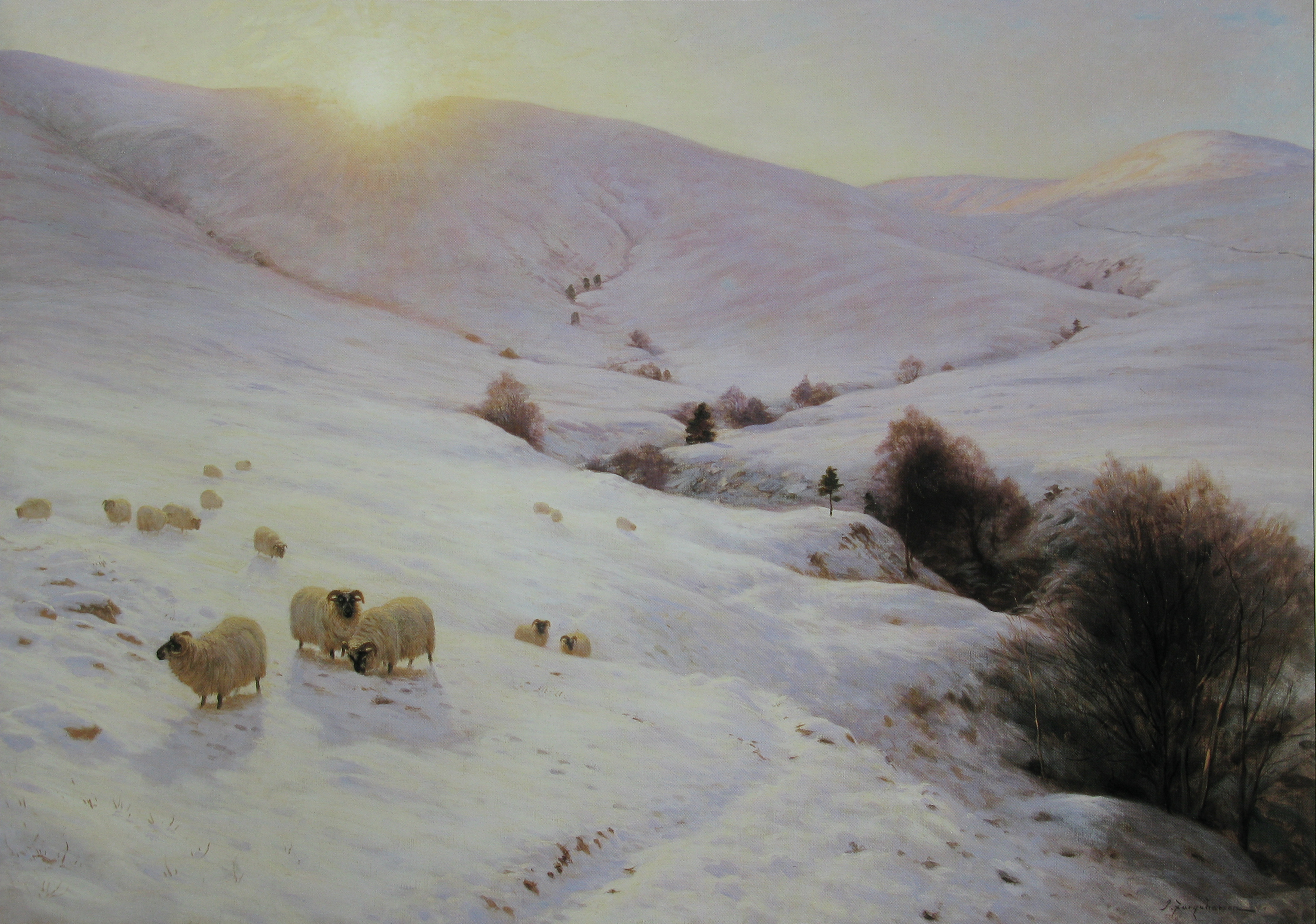
The Sun Peeped o'er yon Southland Hills